# Ödegärdets naturreservat
Ödegärdet är ett naturreservat i Södra Unnaryds socken i Hylte kommun i Småland (Hallands län).
Reservatet är 24,5 hektar stort, skyddat sedan 1995 och beläget strax norr om Unnaryds samhälle. Naturreservatet ligger vid Kroksjöns sydvästra strand.
Ödegärdet är idag till största delen bevuxet med bokskog. I området har man hittat omfattande och välbevarade odlingslämningar. Här finns inte mindre än 100 fossila åkerytor och spåren går tillbaka till äldre järnåldern. Man har funnit närmare 700 odlingsrösen som markerar det forntida odlingslandskapet. Åkerbruket varade sannolikt fram till början av 1500-talet och området hade då brukats för odling under tvåtusen år. Området användes sedan som äng och betesmark fram till 1900-talet. Sedan dess är området skogbevuxet och känslan nu är nästan att kliva in i en urskog.

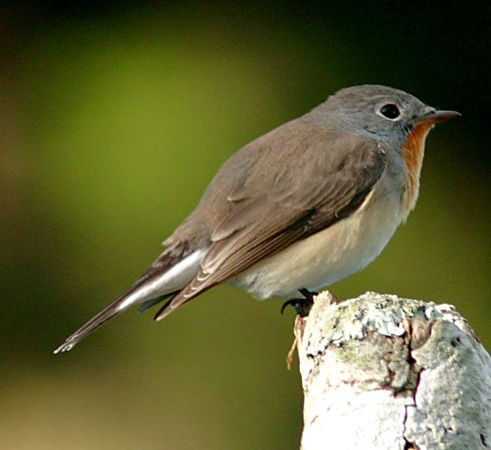
Mindre flugsnappare

Numera är Ödegärdets naturreservat en gammal bokskog där de äldsta träden är runt 150 år. I bokskogen har man hittat 134 olika lavar på bok, vilket gör Ödegärdet till den lavrikaste bokskog som vi känner till i Sverige. Lunglaven kan nämnas. Området är även mossrikt. Den gamla bokskogen är värdefull för fåglar som behöver håligheter för sina bon. Flera av arterna som häckar är hålbyggare, exempelvis gröngöling, större hackspett, skogsduva, spillkråka, nötväcka och mindre flugsnappare.